# Pałac w Muchowie
Pałac w Muchowie – wybudowany w 1910 r. w Muchowie.

## Położenie
Pałac położony jest we wsi Muchów w Polsce, w województwie dolnośląskim, w powiecie jaworskim, w gminie Męcinka.

## Historia
Obiekt jest częścią zespołu pałacowego, w skład którego wchodzi jeszcze park z początku XX w.